# Тіханова Тамара Юхимівна
Тамара Юхимівна Тіханова (нар. 18 січня 1925 ) –    український радянський економіст, професор.

## Біографія
Т. Ю. Тіханова народилася 18 січня 1925 року в Єнісейській губернії РСФРР.
У 1950 році з відзнакою закінчила економічний факультет Одеського державного університету імені І. І. Мечникова, а в 1953 році – аспірантуру.
В 1953 – 1954 роках обіймала посаду старшого викладача кафедри політичної економії Одеського державного університету. 
У 1954 – 1956 роках працювала на кафедрі політичної економії Одеського державного педагогічного інституту імені К. Д. Ушинського.
В 1955 році захистила дисертацію «Основні переваги застосування машин при соціалізмі (на матеріалах вугільної промисловості Донбасу)» на здобуття наукового ступеня кандидата економічних наук.
У 1956 – 1969 роках була старшим викладачем, доцентом кафедри політичної економії Одеського політехнічного інституту.
Протягом  1969 – 1973 років та з 1978 року працювала на кафедрі політичної економії Одеського електротехнічного інституту зв’язку імені  О. С. Попова
В 1971 році присвоєно вчене звання доцента.
У  1973 – 1978 роках викладала в Одеській вищій партійній школі. 
В 1988 році, захистивши дисертацію «Методологія аналізу вихідного виробничого відношення в «Капіталі» К. Маркса», здобула науковий ступінь доктора економічних наук. В січні 1991 року затверджена у вченому званні професора.
Протягом 1989 – 2014 років обіймала посаду  професора кафедри економічної теорії Одеської національної академії зв’язку імені О. С. Попова.

## Наукова діяльність
Займалася теоретичними проблемами трансформаційної економіки, питаннями методології аналізу сучасних перехідних форм, ролі інноваційної складової у ряді факторів економічного зростання. 

##### Праці
- Историческое место империализма / Т. Е. Тиханова . – Одесса: Изд. ОПИ, 1962 . – 36 с.

- Экономические закономерности развития мировой системы социализма: учебное пособие для студентов / Т. Е. Тиханова . – Одесса: Изд. ОПИ, 1968 . – 42 с.

- Системный анализ исходного производственного отношения в «Капитале» К. Маркса: целостность и причинные связи / Т. Е. Тиханова. – Киев ; Одесса: Вища школа, 1983. – 177 с.

- Основи бізнесу: Навчальний посібник/ Т. Ю. Тіханова, О. В. Калінчак та ін. –  Одеса: ОНАЗ, 2007. –  188 с.

- Роль государства в решении проблем єкономического роста/ Т. Е. Тиханова, Н. Г. Клещева // Наукові праці Одеської національно академії зв’язку ім. О. С. Попова. – 2013. – № 1. – С. 150 – 158.

## Нагороди
- Медаль "Ветеран праці".